# Olga Alióshina
Olga Pávlivna Alióshina (en ucraniano: Ольга Павлівна Альошина; Kiev, 19 de marzo de 1911-Kiev, 11 de febrero de 1984) fue una arquitecta ucraniana que desarrolló su carrera principalmente en la ciudad de Kiev. También es conocida por ser hija del arquitecto Pavló Alioshin.

## Biografía
Alióshina nació el 19 de marzo de 1911 en Kiev en la familia de Pavló y Olga Alioshin. En 1929-1934, estudió en la Universidad Nacional de Kiev de Construcción y Arquitectura.
En 1935-1937 trabajó como arquitecta en un taller de arquitectura y diseño, en 1937-1941 y 1946-1952 fue arquitecta, arquitecta principal y jefa de equipo del Ministerio de Industria de Construcción Naval.
Como participante en la Segunda Guerra Mundial, recibió medallas Al Valor, por el Servicio de Combate y por la victoria sobre Alemania.
En 1944-1945 fue jefa del departamento de personal de la Academia de Arquitectura y Fuerzas Especiales, en el periodo 1946-1952 fue jefe del grupo del Ministerio de Industria de Construcción Naval y en 1952-1953 fue jefa del departamento de gestión de organizaciones de proyectos del Comité Municipal del Partido Comunista de Ucrania. En 1953-1964 fue el arquitecta jefe del proyecto del instituto "UkrNDIproekt", en 1964-1965 fue el jefa de la administración civil departamento de construcción del instituto "Ukrhidronafta", en 1965-1974 fue el arquiteca jefe del taller de arquitectura y planificación, en 1983-1984 fue inspectora de la Unión de Arquitectos de Ucrania.
Murió el 11 de febrero de 1984 y fue enterrada en Kiev, junto a su padre en el cementerio de Lukianivski.

## Obra
La arquitecta trabajó principalmente en Kiev, donde tiene la mayoría de sus obras:
- Kiev: coautora de la construcción del edificio del Instituto de Física (1936); proyecto de un edificio residencial para Narkomzem en la calle Franka; edificio residencial en la plaza Uritski 300 (1946); escuela de artesanía de la planta nº 300 (1947); club-comedor de la fábrica nº 300 en la calle Sudoverfnaya (1949-1950); proyecto del edificio administrativo de la calle Komintern 300 (1949); dormitorio de la fábrica nº 300 en la calle Proviantska; el complejo Akademmistechka con un macizo residencial en el distrito de Zhovtnev (1960-1963).

- Donetsk: plaza Komsomol.
- Jórlivka: parque cultural y recreativo (1954-1957).
- Oleksandría: centro comunitario (1960).
- Moscú: edificio administrativo de Minnaftoprom (1971-1973).

## Legado
En relación con el centenario de su cumpleaños, se instaló una placa conmemorativa en el edificio número 17 de la calle Velika Zhitomirska de Kiev, donde vivía el arquitecto.